# Seznam trance glasbenikov
Pred Vami je seznam trance glasbenikov, ki vsebuje najpomembnejše ustvarjalce te glasbene zvrsti. Glasbeniki so razvrščeni po abecedi.

## 0-9
- 4 strings

## A
- Above & Beyond
- Absolom
- Ace Da Brain
- George Acosta
- Activa (glasbenik)
- Agnelli & Nelson
- Airbase
- Airwave
- Airscape
- Alice DeeJay
- Andain
- A.R.D.I.
- Arnej
- Art of Trance
- Aspekt
- ATB
- Aurora (glasbena skupina)
- Ayla
- Aly & Fila

## B
- Fred Baker
- Ralph Barendse
- BBE
- Galen Behr
- Binary Finary
- Blank & Jones
- Leon Bolier
- Jes Brieden
- BT
- Armin van Buuren

## C
- Carl B
- Chakra
- Chicane
- Commander Tom
- Corderoy
- Ferry Corsten
- Cosmic Gate
- Cygnus X

## D
- Matt Darey
- Darude
- Deep Voices
- Dogzilla
- Dumonde
- Paul van Dyk

## E
- Gareth Emery
- Energy 52
- Envio

## F
- Cor Fijneman
- Filo & Peri
- Fire & Ice
- First State

## G
- Gabriel & Dresden
- Giuseppe Ottaviani
- Gouryella

## H
- Hemstock & Jennings
- James Holden
- Geert Huinink

## I
- Icone

## J
- Jam & Spoon
- Johan Gielen
- Menno de Jong

## K
- Kai Tracid
- Kamaya Painters
- Daniel Kandi
- Mike Koglin
- Mike Shiver
- Kyau & Albert

## L
- Lange
- Lasgo
- Liquid Child
- Joni Ljungqvist
- Lost Tribe
- Lost Witness
- Luminary
- Peter Luts

## M
- Mark Norman
- M.I.K.E.
- Sven Maes
- Robert Miles
- Minimalistix
- Alex M.O.R.P.H.
- Andy Moor
- Vincent de Moor
- Mr. Sam

## N
- Neo & Farina
- Nu-NRG
- Ørjan Nilsen

## O
- Jon O'Bir
- John O'Callaghan
- Paul Oakenfold
- OceanLab
- Orkidea
- Giuseppe Ottaviani
- Simon O'Shine

## P
- Mauro Picotto
- Plummet
- PPK
- Simon Patterson

## R
- Rank 1
- Carlo Resoort
- RMB
- Ronski Speed

## S
- Markus Schulz
- DJ Shah
- Signum
- Solarstone
- Static blue
- Jonas Steur
- Stoneface & Terminal
- Sunny Lax
- Super8

## T
- Talla 2XLC
- Darren Tate
- The Cynic Project
- The Thrillseekers
- DJ Tiësto
- Tilt
- Transa
- Sean Tyas

## V
- Vascotia
- Veracocha

## Y
- Yahel
- York